# 短萼素馨
短萼素馨（学名：Jasminum brevidentatum）是木犀科素馨属的植物。分布在中国大陆的福建、广西、湖南等地，生长于海拔1,200米的地区，多生在山地以及丛林，目前尚未由人工引种栽培。